# Антихистаминик
Антихистаминик је назив за супстанцу које делује тако да инхибира отпуштање или деловање биогеног амина хистамина у телу.

## Примена
Антихистаминици се користе у лечењу многих болести као што су нпр алергијске болести (уртикарија, поленска кијавица) или улкусна болест.

## Начин деловања
Хистамин делује путем хистаминских рецептора, међу којима разликујемо 4 подтипа који су различито размештени у телу, па имају и различите ефекте. Тако можемо антихистаминике који су у клиничкој употреби поделити на:
- Антагонисти Х1-рецептора: нпр лоратидин, клоропирамин
- Антагонисти Х2-рецептора: нпр циметидин, ранитидин
- Антагонисти Х3-рецептора Х4-рецептора су у фази истраживања.

## Генерације хистаминика
Постоји неколико генерација антихистаминика. Са сваком новом генерацијом смањује се број и снага нежељених ефеката и могућност зависности, као и повећање трајања дејства.
Прва генерација
- Диметинден (Фенистил)
- Клемастин (Бравегил, Клемастин, Клемастина фумарат, Ривтагил, Тавегил)
- Мецлизин (Бонине, Бонамин, Антиверт, Постафен, Драмамин)
- Прометазин (Пхенерган, Прометхеган, Ромерган, Фарган, Фарганессе, Протхиазине, Авомине, Атосил, Рецептозине, Лергиган)
- Фенрамин (Авила)
- Хлорфенамин
- Хлоропирамин (Супрастин)
- Мебгидролин (Диазолин)

Друга генерација
- Терфенадин
- Циметидин
- Ранитидин
- Астемизол (Гисманал)
- Азеластине (Алергодил)
- Акривастине (Семпрекс)
- Лоратадин
- Цетиризин (Летизен)
- Ебастин
- Биластин (Никсар)

Трећа генерација - активни метаболити друге генерације 
- Левоцетиризин (Ксизал)
- Деслоратадин (Деслоратадин, Аериус, Еден, Лоратек ®)
- Фексофенадин (Алегра, Телфаст, Фастофен, Тилфур, Фексадин, Фексофаст)

- Норастемизол (у развоју)